# Referenzklasse
Referenzklasse bezeichnet die Klasse von Ereignissen und Objekten bzw. Sachverhalten, auf die sich eine statistische Hypothese oder Bewertung, insbesondere die relative Häufigkeit, oder ein relatives Attribut (wie z. B. „(verhältnismäßig) groß“) bezieht.
Bei der Häufigkeitsinterpretation des Wahrscheinlichkeitsbegriffs gibt es keine Wahrscheinlichkeit ohne eine jeweils spezifizierte Referenzklasse. Diese Auffassung schließt eine Wahrscheinlichkeit für Einzelereignisse bzw. Individuen aus, da diese definitionsgemäß keiner Referenzklasse zuzuordnen sind (die nicht nur aus ihnen selbst bestünde und daher keine weiteren Schlüsse zuließe).

## Problem der Referenzklasse
Damit eine Aussage wie „Dieser Hund ist groß“ hinsichtlich ihrer Wahrheit bzw. epistemischen Rechtfertigung evaluierbar ist, muss die Referenzklasse spezifizierbar sein. In komplexeren Fällen ist die relevante Referenzklasse aber oft nicht eindeutig bestimmbar. Eine Person beispielsweise, die ihre Lebenserwartung beziffern möchte, kann sich auf unterschiedliche Statistiken beziehen, die beispielsweise Lebenserwartungen ihrer Berufsgruppe, eines bestimmten sozialen Milieus oder bestimmter Aspekte der Lebensführung betreffen. Wie klein oder groß soll die relevante Fallgruppe eingegrenzt werden (z. B. auf alle Großstädter überhaupt, alle im jeweiligen Land oder alle in der jeweiligen Stadt)? In der Wissenschaftstheorie bzw. Philosophie der Wahrscheinlichkeit wird diese Thematik als „Problem der Referenzklasse“ diskutiert.